# Colin Chisholm
Colin Chisholm (* 25. Februar 1963 in Edmonton, Alberta) ist ein ehemaliger kanadischer Eishockeyspieler, der im Verlauf seiner aktiven Karriere zwischen 1980 und 1988 unter anderem ein Spiel für die Minnesota North Stars in der National Hockey League (NHL) auf der Position des Verteidigers bestritten hat.

## Karriere
Chisholm verbrachte seine Juniorenzeit bei den Calgary Wranglers in der Western Hockey League (WHL). Der Verteidiger war dort zwei Jahre aktiv und wurde bereits nach seinem ersten Jahr in der Liga im NHL Entry Draft 1981 in der dritten Runde an 60. Position von den Buffalo Sabres aus der National Hockey League (NHL) ausgewählt. Statt jedoch weiter in der WHL zu spielen, entschied sich Chisholm aufgrund eines Studiums im Sommer 1982 zu einem Wechsel an die University of Alberta. Er absolvierte dort bis 1986 erfolgreich sein Studium und war parallel für die Universitätsmannschaft im Spielbetrieb der Canadian Interuniversity Athletics Union (CIAU) aktiv. Im Jahr 1986 gewann er mit der Mannschaft die nationale Meisterschaft in Form des University Cup.
Nachdem die Transferrechte der Buffalo Sabres während seines Studiums verfallen waren, erhielt der Kanadier im September 1986 einen Vertrag bei den Minnesota North Stars aus der NHL. Im Verlauf der Saison 1986/87 wurde der Abwehrspieler bei deren Farmteam, den Springfield Indians, in der American Hockey League (NHL) eingesetzt. Zudem bestritt er eine NHL-Partie für die North Stars. In der folgenden Spielzeit lief Chisholm für die Kalamazoo Wings, einem weiteren Kooperationspartner der Minnesota North Stars, in der International Hockey League (IHL) auf. Nach der Saison beendete der 25-Jährige seine aktive Laufbahn vorzeitig.

## Erfolge und Auszeichnungen
- 1986 University-Cup-Gewinn mit der University of Alberta

## Karrierestatistik
(Legende zur Spielerstatistik: Sp oder GP = absolvierte Spiele; T oder G = erzielte Tore; V oder A = erzielte Assists; Pkt oder Pts = erzielte Scorerpunkte; SM oder PIM = erhaltene Strafminuten; +/− = Plus/Minus-Bilanz; PP = erzielte Überzahltore; SH = erzielte Unterzahltore; GW = erzielte Siegtore; 1 Play-downs/Relegation; Kursiv: Statistik nicht vollständig)